# Echtzeit-Taktikspiel
Ein Echtzeit-Taktikspiel bezeichnet ein Subgenre des Echtzeit-Strategiespiels und der Militärsimulation bzw. Einsatzsimulation, bei dem es darum geht, einzelne Einheiten auf einem Spielfeld taktisch zu steuern.

## Geschichte
Die Anfänge des Genres liegen im Tabletop und in klassischen Brettspielen. Diese basieren meist auf einer rundenbasierten Taktik, bilden aber wichtige spielerische Elemente. Legionaire aus dem Jahr 1982 wird als erste RTT erwähnt.

## Merkmale und Abgrenzung zur Echtzeitstrategie
Im Gegensatz zur reinen Echtzeitstrategie wird der Fokus auf das Steuern von wenigen einzelnen Einheiten auf einem Schlachtfeld  gelegt, die der Spieler taktisch steuern muss, und es können meist keine Ressourcen verwaltet werden oder Gebäude, Einheitstypen und Zivilisationen errichtet werden. Auch auf Diplomatie, Forschung und Wirtschaft wird weitgehend verzichtet. Es findet also kein vorheriger Aufbau oder eine Truppenproduktion statt. Wichtige Spielelemente sind das Formieren, Koordinieren und Steuern von Einheiten, das Aufrüsten und Heilen dieser Einheiten und die Durchführung von Angriffs- und Verteidigungsstrategien. Es finden sich jedoch Ähnlichkeiten zur Echtzeitstrategie im Interface, der Kartensicht und dem Echtzeit-Prinzip. Die Spielziele und Szenarien sind aber gänzlich anders gelagert.

## Bekannte Beispiele
Die Spiele sind meist historischen Ereignissen und Schlachten nachempfunden. Bekannte Beispiele hierfür sind: Desperados, Commandos, Korea – The Forgotten Conflict, Chicago 1930 oder Robin Hood – Die Legende von Sherwood.